# Maurício Fernandes
Maurício Fernandes, meglio noto come Maurício (Passo Fundo, 5 luglio 1976), è un ex calciatore brasiliano, di ruolo difensore.

## Carriera

### Club
Ha giocato nella massima serie dei campionati brasiliano, portoghese, sudcoreano e greco.